# El Regreso
El Regreso va ser un grup de pop format per cinc components mallorquins fundat a finals dels anys 80.
El cantant, el bateria, el teclat i el guitarrista varen ser els fundadors, juntament amb Josep Lluís que tocava el baix i formaren un grup anomenat KGB, més tard Pedro va abandonar el grup i el cantant i el bateria juntament amb la resta dels actuals components van formar El Regreso. L'any 1989 significà un important punt de partida, que s'inicia amb l'edició del seu primer single anomenat Atracción Fatal el seu més sonat èxit i compost per l'anterior teclat Pedro Cerdà i a la cara B Malos tiempos compost per Andrés Salleras.
Van fer una intensa gira per la majoria de pobles de Mallorca i les Illes en general en el seu inici, arribant a ser coneguts a nivell nacional, sonaren pels 40 Principales arribaren a tenir fins a 3 cançons del primer LP dintre dels 10 primers discs més importants del territori nacional. Cal destacar el número 7 de Quiero Volverte a Ver de 40 Principales.
L'edició Atraccion fatal els va portar a tenir 20 clubs de fans distribuïts per tot Espanya i realitzar la primera gira completa, 196 concerts, arribant a tocar a totes les províncies de la peninsula, i compartir escenari durant mesos amb artistes del nivell d'Alejandro Sanz, Revolver, Sergio Dalma, Tam Tam Go, etc.
Ja pensant en el següent àlbum van iniciar una gira per les principals TV d'àmbit nacional actuant en tots els programes de moda d'aquell any.
Una Vida Por Tu Amor, és el nom del segon àlbum, el qual va tenir molta més repercussió fora de Mallorca que dintre. D'aquest àlbum es varen extreure 3 singles: Nadie como Tu, Ven y Escúchame i Una vida por tu amor, aconseguint bona crítica i entrada de totes les cançons dintre de la llista de 40 Principales.
El grup definitiu, el formaven cinc components masculins, el cantant Andrés Salleras, el baixista, José Luís Arrom, guitarrista Rafa Salmerón, bateria Miguel Brotons i, teclats Oscar López. El grup es va dissoldre l'any 1994.

## Discos
- Discogràfica Blau, Atracción Fatal. Single referència: S-060
- Discogràfica Blau, Aquella Historia
- Discogràfica B.B Records, Atraccion Fatal. LP referència: LP-005-91
- Discografica Salamandra, Una Vida Por Tu Amor